# En helt vanlig dag på jobben
En helt vanlig dag på jobben er en norsk film som tager udgangspunkt i Håvard Melnæs’ bog med samme navn, hvor han skildrer sine egne oplevelser som reporter i ugebladet Se og Hør. Historien fortæller om en ung journalist som begynder i Se og Hør i 1996, og som gradvis kaster alle hæmninger for at nå til tops i landets største ugeblad.
Filmen havde premiere 12. marts 2010. Den havde et budget på 17,5 millioner NOK. Filmen havde dårlige besøgstal i åbningsweekenden. Kun 8500 købte billet.

## Rolleliste
| Skuespiller        | Rolle         |
| ------------------ | ------------- |
| Jan Gunnar Røise   | Håvard        |
| Jon Øigarden       | Askvik        |
| Ingar Helge Gimle  | Sven O. Høiby |
| Richard Henriksen  |               |
| Ingolf Karinen     | Brillestad    |
| Jeppe Beck Laursen |               |
| Ingunn Beate Øyen  |               |
| Yngve Seteraas     | Kjell Atle    |
| Trond Høvik        |               |